# Zamieszki na Cyprze (1963–1964)
Zamieszki na Cyprze w latach 1963–1964 – walki między Grekami a Turkami cypryjskimi, wywołane sprzecznymi aspiracjami ludności w sprawie przyszłości wyspy (idee enosis i taksim) oraz wieloletnim antagonizmem narodowościowym.

## Okoliczności wybuchu zamieszek
W 1960 Cypr, będący do tej pory kolonią brytyjską, stał się niepodległym państwem. Konstytucję dla zamieszkanej przez dwie społeczności: grecką (ok. 80% mieszkańców) i turecką (ok. 20%) opracowała Połączona Komisja Konstytucyjna, w której zasiadali przedstawiciele obydwu narodowości. Jej treść była jednak ograniczona postanowieniami wcześniejszych porozumień brytyjsko-grecko-tureckich w sprawie wyspy i nie odzwierciedlała rzeczywistych oczekiwań dwóch społeczności: greckich dążeń do unii z Grecją (enosis) i tureckich apeli o podział Cypru (taksim). O ile jednak Turcy zaakceptowali treść konstytucji, dającej im uprawnienia niewspółmierne do ich rzeczywistej liczebności na wyspie, o tyle Grecy cypryjscy czuli się pokrzywdzeni w związku z zapisami w niej zawartymi.
Wzajemna nieufność między dwiema społecznościami doprowadziła w pierwszych latach istnienia niepodległego Cypru do faktycznego paraliżu państwa. Reprezentanci Turków cypryjskich konsekwentnie odrzucali grecki projekt systemu podatkowego, domagali się powołania odrębnych rad miejskich w pięciu największych miastach wyspy (wbrew apelom prezydenta Makariosa III o tworzenie mieszanych rad, mogących zbliżyć obydwie grupy narodowe, a zgodnie z konstytucją) oraz nie zgadzali się na powołanie jednej armii Cypru złożonej z przedstawicieli obydwu narodowości.
Spory polityków greckich i tureckich o możliwość rewizji konstytucji (np. dyskusja wokół trzynastu punktów Makariosa) zbiegły się z manifestacjami organizowanymi przez obydwie grupy narodowe. Na wyspie pojawiły się również nacjonalistyczne oddziały paramilitarne, organizowane przez obydwie strony przy pomocy odpowiednio Grecji i Turcji, wyposażone w sprowadzaną z tych państw broń.

## Wybuch zamieszek
7 grudnia 1963 w Nikozji nieznani sprawcy wysadzili w powietrze pomnik jednego z bohaterów narodowych Greków cypryjskich, członka EOKA Markosa Drakosa. Grecy i Turcy wzajemnie oskarżali się o ten czyn, dokonany jakoby w celu sprowokowania otwartych walk.
20 grudnia 1963 minister spraw wewnętrznych Polikarpos Georkiadis wydał polecenie rozbrojenia wszystkich policjantów narodowości tureckiej. Dzień później wybuchły walki między obydwiema społecznościami. Zdaniem A. Adamczyka rozkaz Georkiadisa mógł świadczyć o wcześniejszym zaplanowaniu przez Greków agresji przeciwko Turkom. Politycy greccy tłumaczyli go koniecznością rozbrojenia nielegalnie formujących się oddziałów paramilitarnych tureckich. Politycy tureccy twierdzili, że mniejszość turecka jedynie broni się przed przeważającymi Grekami. Walki wybuchły, gdy grupa Turków otoczyła w Nikozji patrol policyjny. W strzelaninie zginęło dwóch Turków i jeden policjant. Obydwie strony konfliktu podawały sprzeczne informacje o okolicznościach tego incydentu, przerzucając na adwersarzy odpowiedzialność za jego sprowokowanie.
Liczebna przewaga Greków sprawiła, że w walkach, które z Nikozji rozlały się na cały kraj, zniszczonych zostało ok. 100 tureckich wsi. Zginęło ok. 300 osób obydwu narodowości. Turcy zaczęli tworzyć własne enklawy, a wielu z nich, w obawie o bezpieczeństwo, przestała chodzić do pracy. Dotyczyły to także urzędników państwowych i policjantów. Apele prezydenta Makariosa III i wiceprezydenta Fazila Küçüka (odpowiednio Greka i Turka) o spokój nie przyniosły rezultatów.
Władze wyspy straciły kontrolę nad sytuacją, gdyż do uczestników zamieszek przyłączyli się żołnierze z greckiego i tureckiego garnizonu na Cyprze, wspierając swoich rodaków.

## Konsekwencje
25 grudnia 1963 siły brytyjskie stacjonujące na wyspie wymusiły na obydwu stronach konfliktu zawieszenie broni i wymianę jeńców. Akty agresji, chociaż znacznie rzadsze, powtarzały się jednak jeszcze w kolejnych miesiącach.
Wielka Brytania, Grecja i Turcja błyskawicznie zareagowały na wybuch zamieszek. Turcja ogłosiła powszechną mobilizację, na co tym samym odpowiedziała Grecja. Wielka Brytania podjęła się roli mediatora, nie chcąc dopuścić do poszerzenia się konfliktu. 15 stycznia 1964 w Londynie rozpoczęła się konferencja poświęcona problemowi cypryjskiemu z udziałem przedstawicieli trzech wymienionych państw oraz obydwu społeczności żyjących na wyspie. Sprzeczne oczekiwania Turków i Greków nie pozwoliły na wypracowanie w toku rozmów satysfakcjonujących wszystkie strony rozwiązań.
Czasowe rozwiązanie konfliktu wypracowała dopiero Rada Bezpieczeństwa ONZ w marcu 1964, kierując na Cypr korpus sił pokojowych UNFICYP.